# 14. srbska brigada (NOVJ)
Za druge 14. brigade glejte 14. brigada.
14. srbska brigada (srbohrvaško: 14. srpska brigada) je bila brigada v sestavi Narodnoosvobodilne vojske in partizanskih odredov Jugoslavije in ki je delovala med drugo svetovno vojno na področju Kraljevine Jugoslavije.

## Organizacija
- štab
- 3x bataljon